# Objetivo 500 Millones
Objetivo 500 Millones (título original: Objectif 500 millions) es una película franco - italiana dirigida por Pierre Schoendoerffer y estrenada en 1966.

## Sinopsis
Encarcelado y sobreseído por el tribunal militar por actividades consideradas subversivas, el capitán Richau acaba de ser liberado. Después de buscar trabajo en vano haciendo uso de sus raras conexiones militares en el pasado, un día es contactado por una mujer joven y hermosa, Yo, que le ofrece participar en un robo. El objetivo: 500 millones de francos para ser transportados en un avión que despegará del aeropuerto de Orly. Su misión sería, tras entrar en el avión y haber conseguido someter a la tripulación durante el vuelo, lanzarse en paracaídas con la bolsa que contenía el premio. Encontraría a Yo y a sus cómplices, entre ellos uno de sus antiguos conocidos, Pierre, un ex soldado argelino, responsables de su condena. Richau acepta, pero con planes secretos hacia Pierre, a quien le guarda un rencor tenaz...

## Ficha técnica
- Título original en francés. : Objectif 500 millions
- título en español : Objetivo 500 Millones
- Realización : Pierre Schoendoerffer, asistido por Philippe Fourastié y Boramy Tioulong
- Guion : Pierre Schoendoerffer, Jorge Semprún[1][2]
- Diálogos : Pierre Schoendoerffer, Jorge Semprún
- Música : Pierre Jansen
- Canción : Díselo a tu capitán, letra de Maurice Tézé y música de Guy Magenta, interpretada por France Gall
- Fotografía : Alain Levent
- Sonido : René Levert
- Montaje : Armand Psenny
- Decorados : Dominique André
- Vestuario : Victoire, Jeanine Herrly
- País de origen : Francia  Italia
- Lengua : Francés
- Productor : Georges de Beauregard
- Director de producción : René Demoulin
- Compañías de producción : Rome-Paris Films (Francia), SNC (Société Nouvelle de Cinématographie, Francia), Laetitia Films (Italia)
- Empresa distribuidora : Tamasa Distribution
- Formato : blanco y negro — 35 mm — 1,66:1 — sonido monoaural
- Género : película de detectives
- Duración : 94 minutos
- Fecha de estreno:  Francia: 25 de marzo de 1966

## Reparto
- Bruno Cremer : Capitán Richau
- Marisa Mell : Yo
- Jean-Claude Rolland : Pierre
- Étienne Bierry : Douard
- Pierre Fromont : El comandante
- Maurice Auzel
- Robert Blome
- Henri Guégan